# Plesiodipsas perijanensis
Plesiodipsas perijanensis is een slang uit de familie toornslangachtigen (Colubridae) en de onderfamilie Dipsadinae.

## Naam en indeling
De wetenschappelijke naam van de soort werd voor het eerst voorgesteld door César Alemán in 1953. Oorspronkelijk werd de naam Tropidodipsas perijanensis gebruikt en de soort werd lange tijd tot het geslacht Dipsas gerekend. Het is de enige soort uit het monotypische geslacht Plesiodipsas.

## Verspreiding en habitat
Plesiodipsas perijanensis komt voor in delen van noordelijk Zuid-Amerika en leeft in de landen Colombia en Venezuela. De habitat bestaat uit vochtige tropische en subtropische bergbossen. Ook in door de mens aangepaste streken zoals plantages kan de slang worden aangetroffen.

## Beschermingsstatus
Door de internationale natuurbeschermingsorganisatie IUCN is de beschermingsstatus 'onzeker' toegewezen (Data Deficient of DD).